# Jaakuaraq Eugenius
Jakob „Jaakuaraq“ Frederik Eugenius (* 18. September 1863 auf Qeqertarsuaq bei Utoqqarmiut als Jacob Friederich; † 1934) war ein grönländischer Erzähler.

## Leben
Jaakuaraq Eugenius wurde als Mitglied der Herrnhuter Brüdergemeine im Einflussgebiet der Missionsstation in Neu-Herrnhut auf einem zu Utoqqarmiut gehörigen Sommerplatz rund 30 km südlich geboren. Seine Eltern waren Eugenius (1838–1880) und Anne (1839–?). Er erhielt bei der Taufe den Namen Jacob Friederich. Später wurde der Vorname seines Vaters zum Familiennamen. Am 4. Oktober 1885 heiratete er in Neu-Herrnhut Petronella Theodora (1865–1928), die Tochter von Ignatius (1832–1878) und Anna Johanna (1827–1910). Aus der Ehe gingen zahlreiche Kinder hervor. Einer seiner Enkel war der Turner Freddy Jensen (1926–1996).
Jaakuaraq Eugenius galt als einer der bedeutendsten grönländischen Geschichtenerzähler seiner Zeit. Er wurde geprägt von Aron von Kangeq, bei dem als erstes damit begonnen wurde, die von ihm erzählten alten Inuit-Mythen zu verschriftlichen. Es heißt, dass Jaakuaraqs Erzählfähigkeiten Arons übertrafen. Er arbeitete vor allem mit Knud Rasmussen zusammen. Etwa 30 von Jaakuaraq Eugenius erzählte Geschichten sind überliefert, darüber seine Version von Kaassassuk, die als besonders bekannt gilt.

## Geschichten
Wenn nicht anders angegeben, dann hat Knud Rasmussen die Geschichte eingesammelt.
- Den forældreløse Kaassassuk („Der elternlose Kaassassuk“) (1902)
- Den gamle pebersvend, der indesluttede de legende børn i en klippe („Der alte Junggeselle, der die spielenden Kinder in einer Klippe einschloss“) (1902)
- Hvalen og ørnen, som giftede sig med to småpiger („Der Wal und der Adler, die sich mit zwei kleinen Mädchen verheirateten“) (1902)
- Igimarasussussuaq (ein Name) (1902)
- Saalik, som mødte sin navnesjæl („Saalik, der seine Namensseele traf“) (1902)
- Ataatsiarsuaq (ein Name) (1910 von William Thalbitzer eingesammelt)
- Milortuaraq (ein Name) (1910 von William Thalbitzer eingesammelt)
- Tusilartup oqaluppalaarneqarnera („Was man über Tusilartoq hat erzählen hören“) (1910 von William Thalbitzer eingesammelt)
- Aalannguamik („Von Aalannguaq“) (1916)
- Aataarsuup ernikasia („Aataarsuaqs merkwürdiger Sohn“) (1916)
- Aappilattoq (ein Name) (1916)
- Aqissiamik („Von Aqissiaq“) (1916)
- Kivioq (ein Name) (1916)
- Kussummaalimmik („Von Kussummaalik“) (1916)
- Manguaraq (ein Name) (1916)
- Oqaluttuaq angakkorsuarmik („Die Geschichte von einem großen Schamanen“) (1916)
- Oqaluttuaq Aataaliannguamik („Die Geschichte von Aataaliannguaq“) (1916)
- Oqaluttuaq Kanajukkannaammik („Die Geschichte von Kanajukkannaat“) (1916)
- Oqaluttuaq Kumallaasinnguamik („Die Geschichte von Kumallaasinnguaq“) (1916)
- Oqaluttuaq Qivaaqiarsummik („Die Geschichte von Qivaaqiarsuk“) (1916)
- Oqaluttuaq Qujaavaarsummik („Die Geschichte von Qujaavaarsuk“) (1916)
- Qaassummik („Von Qaassuk“) (1916)
- Quloqqumik („Von Quloroq“) (1916)
- Utoqqakasimmik pullavinnaalimmik („Vom armen Alten mit einem Lieblingsrentierjagdgebiet am Ende eines Fjords“) (1916)
- Angakkorsuarmik Imanermik („Vom großen Schamanen Imaneq“) (1921)
- Oqaluttuaq ikinngutinnaariinnik („Die Geschichte von besten Freunden“) (1921)
- Qavaat avannaaliarnerannik („Von der Reise der Südgrönländer in den Norden“) (1921)
- Qorfikkunnik oqaluttuaq („Die Geschichte von Qorfik und seiner Familie“) (1921)
- Kussulersaarnermik („Von einer Erzählung über Hexen“) (unbekanntes Jahr)
- Upperisapalaalersaarnermik („Von einer Erzählung über Aberglauben“) (unbekanntes Jahr)